# 이선규 (음악인)
이선규(1971년 8월 28일 ~ )는 대한민국 모던 록 밴드 자우림의 기타리스트이다.

## 학력
- 서울고등학교 졸업
- 경원전문대학 공업경영학과

## 출연 작품

### 텔레비전
- tvN 《잉여공주》 (2015) ... 이선규 역
- tvN 《미생물》 (2015)
- tvN 《쌉니다 천리마마트》 (2019) ... 무당스 기타리스트 역 (특별출연)

### 영화
- 《어디로 가고 싶으신가요》 (2023) ... 빵집 사장 역